# Стадион Рудолф Харбиг
Стадион Рудолф Харбиг је фудбалски стадион у Дрездену, Немачка. Овај стадион је дом ФК Динамо Дрездена. Стадион данас има капацитет за 32.066 гледалаца, док је стари стадион могао да прими око 38 хиљада гледалаца.
Од 2010. до 2015. име стадиона било је Гликсгас, по баварској енергетској компанији која је била откупила право на име стадиона на период од 5 година. Рекордна посета забележена је 24. септембра 1979, када је мечу Купа УЕФА између Динама и Штутгарта присуствовала (незванично) око 44 хиљаде гледалаца.

## Историја
Први спортски објекат на месту данашњег стадиона се помиње још 1896. године.
Првобитни стадион Ilgen-Kampfbahn је отворен 16. јуна 1923. године и његова изградња је коштала 500 хиљада немачких рајх марака.
Стадион је у Другом светском рату био доста оштећен па је након рата обновљен и званично отворен 23. септембра 1951. под именом Рудолф Харбиг (Rudolf-Harbig-Stadion), по локалном атлетичару и олимпијцу Рудолфу Харбигу. Године 1953. дат је на управљање Спортском друштву Динамо Дрезден. На њему су одиграна два финала Купа Источне Немачке, 1969. и 1970. године.
Име стадиона је 1971. промењено у Стадион Динама (Dynamo-Stadion), да би након уједињења Немачке 1990. поново било враћено име Рудолф Харбиг. Стадион је 1990. модернизован да би испунио стандарде Фудбалског савеза Немачке и ФИФА. Од 1. јануара 1992. стадион је под контролом града Дрездена са циљем да се заштити у случају да Динамо Дрезден упадне у финансијске проблеме.
Стари стадион Рудолф Харбиг је био застарео па су почетком 2006. почели преговори око изградње новог стадиона на његовом месту. У фебруару 2007. су одобрена средства, да би 4. маја 2007. био потписан уговор о изградњи са роком од 2 године за завршетак стадиона, а крајем 2007. почело са рушењем трибина старог стадиона и изградњом новог стадиона. Изградња стадиона је коштала око 45 милиона евра.
Нови стадион је отворен 15. септембра 2009, када је Динамо одиграо пријатељски меч са Шалкеом 04, а домаћи тим је пред пуним трибинама поражен са 2:1. Стадион је био домаћин неколико утакмица светског првенства у фудбалу за жене до 20 година, а затим и светског првенства у фудбалу за жене 2011. године, када је овде одиграно три утакмице групног дела и једна четвртфинална. 